# Der Alpenkönig und der Menschenfeind (1965)
Der Alpenkönig und der Menschenfeind ist eine 1965 veröffentlichte, filmische Adaption von Ferdinand Raimunds gleichnamigem Zauberspiel. Der bekannte deutsche Kameramann Günther Anders sorgte für die filmische Umsetzung einer prominent besetzten Burgtheater-Inszenierung von Rudolf Steinböck. Die nur selten gemeinsam vor der Kamera auftretenden Brüder Paul und Attila Hörbiger spielen die beiden Hauptrollen des Astragalus und des Rappelkopf.

## Handlung
Seit Rappelkopf einst von einem Betrüger getäuscht wurde, ist er zum Inbegriff eines misstrauischen, querköpfigen Misanthropen und familiären Ekelpakets geworden. Seine Ehefrau und seine Tochter aber auch die Dienstboten müssen unter seinen üblen Launen, Anschuldigungen und Unterstellungen leiden. Überall wittert der Menschenfeind Verrat und Intrigen, und so flüchtet er eines Tages in eine einsame Köhlerhütte. Seine Familie, die unter dem Griesgram schwer zu leiden hatte, ist dennoch besorgt und fürchtet um sein Leben. Der gütige, alpine Berggeist Astragalus, der Alpenkönig, will den Miesepeter aus seinem andauernden Missmut und seiner Misanthropie herausführen.
Er verspricht Abhilfe und macht Rappelkopf ein Angebot, das er nicht ablehnen kann: Er soll zu seinem alter ego werden, in eine andere, bessere Gestalt hineinschlüpfen. In Gestalt seines Schwagers soll der Tyrann seine Familie besuchen, um sich von deren Treue und Liebe zu überzeugen. Der Alpenkönig wiederum will als Rappelkopf erscheinen, als leibhaftiger Spiegel des wahren Familiendespoten, um diesen aus der Selbsterkenntnis heraus moralisch zu läutern. Die Kur des Alpenkönigs erweist sich als höchst lehrreich: Die Familie wird geheilt, und man findet wieder zueinander. Und dann erscheint auch noch ein Schwiegersohn wie aus dem Bilderbuch, und Rappelkopfs echter Schwager rettet das Familienvermögen.

## Produktionsnotizen
Der Alpenkönig und der Menschenfeind wurde am 8. Juli 1965 in Wien uraufgeführt. Die deutsche Erstaufführung fand am 17. Dezember 1967 im ZDF statt.
Die Bauten wurden von Werner Schlichting und seiner Frau Isabella Ploberger gestaltet, die Kostüme entwarf Erni Kniepert.

## Kritiken
Paimann’s Filmlisten befand: „Das Volksdichtung, Märchenwelt und Wirklichkeit vermengende Werk ist in seiner … Theaterinszenierung mit filmischen Konzessionen registriert.“

„Das Volksstück von Raimund in einer besinnlich-unterhaltsamen Inszenierung des Wiener Burgtheaters, die insbesondere durch die Darsteller fesselt.“